# حديقة حيوان براغ
حديقة حيوان براغ هي حديقة حيوان تقع في براغ، جمهورية التشيك. افتتحت في يوم 28 سبتمبر 1931.